# أدريان ويلكينسون
أدريان ويلكينسون (بالإنجليزية: Adrian Wilkinson)‏ هو قسيس أيرلندي، ولد في 1968.